# Ashli Orion
Ashli Orion, née le 19 juin 1987 à San Diego en Californie, est une actrice pornographique américaine.

## Biographie
Ashli Orion est née à San Diego en 1987, mais ses parents déménagent pour Los Angeles l'année de ses 14 ans. En même temps que ses études à la California State University de Long Beach, elle a été rédactrice en chef et de responsable de post-production pour une société de productions de télévision et de vidéos musicales.
Elle débute dans l'industrie pornographique en 2008.
Elle travaille pour des sociétés comme Vivid, Hustler, Evil Empire, Jules Jordan Video, Bang Bros ou Brazzers.
Elle tourne notamment pour Belladonna, Jenna Haze, Mike Adriano.
Elle possède plusieurs tatouages : une étoile noire sur le côté droit du bas du dos, un smiley sur le doigt droit, une feuille de cannabis sur l'annulaire droit, une note de musique derrière l'oreille gauche.
Elle possède aussi deux piercings sur la langue.
Dans un podcast de 2023, elle parle de son éloignement de l'industrie du X durant 10 ans.

## Récompenses et nominations

### Récompenses
- 2010: Urban X Awards – Hottest Interracial Star (égalité avec Katie Kox)[5]
- 2008 : Penthouse Pet of the Month, November 2008

### Nominations
- 2011: AVN nommée – Most Outrageous Sex Scene [6]
- 2011: AVN Award nommée – Unsung Starlet of the Year (actrice sous estimé)[6],[7]
- 2011 : XRCO Award for Unsung Siren

## Séries TV
- 2012 : Girls of Sunset Place (Saison 1, épisode 9 : I Kissed a Girl)